# دایسوکه یوشیمیتسو
دایسوکه یوشیمیتسو (انگلیسی: Daisuke Yoshimitsu؛ زادهٔ ۲۱ فوریهٔ ۱۹۹۳) بازیکن فوتبال اهل ژاپن است.
از باشگاه‌هایی که در آن بازی کرده‌است می‌توان به باشگاه ورزشی توچیگی اشاره کرد.